# Giovanni Messe
Giovanni Messe (10. prosince 1883 – 18. prosince 1968) byl italský voják a politik, maršál Itálie.

## Počátky kariéry
Narodil se v roce 1883 poblíž Brindisi (Mesagne), v roce 1901 vstoupil do vojenské služby u 84. pěšího regimentu. Poprvé se dostal do boje při turecko-italské válce o Libyi v letech 1911-1912, bojoval také v první světové válce, kde se podílel na vytvoření jednotky Arditi (Smělí, šlo o elitní pěchotní jednotku). V těchto konfliktech získal několik vyznamenání. V letech 1923-1927 byl pobočníkem krále Viktora Emanuela III. V letech 1927-1935 působil jako plukovník u odstřelovačů.
V září 1935 převzal velení motorizované brigády ve Veroně a hodnost brigádního generála. Po úspěších v druhé italsko-etiopské válce v letech 1935-1936 byl povýšen do hodnosti generálmajora a stal se velitelem tankové divize.

## Druhá světová válka
Po anexi Albánie v dubnu 1939 byl vyslán na pomoc albánskému guvernéru Ubaldu Soddovi. V letech 1940-1941 se zúčastnil řecko-italské války jako velitel sboru a vydobyl jistých úspěchů proti řeckým silám, vedeným Alexandrem Papagem. Před zimou 1939-1940 se italské síly připravovaly k defenzivě, zatímco řecké jednotky podnikly protiútok a dostaly pod svou kontrolu část Albánie. S pomocí Wehrmachtu ale Itálie příslušné tažení vyhrála. 
Své zkušenosti s tankovým bojem by mohl Messe za jiných okolností uplatnit při řízení italských obrněných sil vedle Erwina Rommela, nicméně raději si zvolil vedení sil Corpo di Spedizione Italiano in Russia, jednotky, která měla podpořit německou armádu při operaci Barbarossa, a to poté, co původně vybranný velitel generál Francesco Zingales musel být po infarktu hospitalizován ve vídeňské vojenské nemocnici. Na východní frontě bylo na začátku operace Barbarossa asi 60 000 vojáků, v červenci 1942 tento počet narostl na 200 000 vojáků v nově zformované italské 8. armádě. Poté, co Hitler kategorický odmítl, aby této armádě velel korunní princ Umberto di Savoia, byl velením pověřen generál Italo Gariboldi a to i přesto, že se Messe jako velitel CSIR velmi dobře osvědčil. Ačkoli vojáci bojovali dobře, po bitvě u Stalingradu začaly síly Osy prohrávat. V průběhu operace Uran (úspěšný sovětský pokus o obejití německých sil po bitvě u Stalingradu) utrpěly italské síly těžkou porážku, když se snažily zbrzdit sovětský postup.
Na konci ledna 1943 byl Messe jmenován velitelem Rommelovy Africké tankové armády, která byla přejmenována na První italsko-německou tankovou armádu (skládala se z jednoho německého sboru a tří italských). Ačkoli Messe mohl Rommela nahradit, diplomaticky se mu podřídil a oba tak mohli koexistovat a teoreticky i velet společně před tím, než Rommel definitivně odešel z Afriky. Patrně podle instrukcí Erwina Rommela Messe dále vedl defenzívu proti postupu amerických a britských jednotek. Ačkoli Erwin Rommel z Afriky odjel ze zdravotních důvodů, jeho odchod byl na přání Hitlera utajován, aby byla udržena morálka vojáků Osy a naopak snížena morálka vojáků Spojenců. Za svého samostatného velení nad silami Osy v Tunisku (1. italská armáda, DAK a 5. německá armáda) Messe odrazil ofenzivu v bitvě u Marethu a takticky brzdil ofenzivu spojenců, čímž ale nedokázal odvrátit definitivní porážku Osy v Severní Africe.  13. května 1943 po pádu německé páté armády, dobytí Tunisu a obklíčení italské první armády, stále držící linii v Enfidaville se se zbytky svých vojsk formálně vzdal Spojencům. Den předtím, 12. května, byl jmenován maršálem Itálie.
Messe byl loajálním stoupencem monarchistů a jako mnoho italských důstojníků brzy po italské kapitulaci v září 1943 vstoupil do Královské italské armády, sestávající z jednotek věrných italskému králi, většinou reorganizovaných z italských válečných zajatců a bojujících na straně Spojenců. V této armádě se stal náčelníkem generálního štábu. V roce 1945 odešel Giovanni Messe po 44 letech vojenské služby do důchodu.

## Po válce
Jeho poválečný život nebyl bez významných událostí. Brzy po skončení války napsal o svých zkušenostech knihu Come finì la guerra in Africa. La "Prima Armata" italiana in Tunisia. (Jak skončila válka v Africe. Italská „první armáda“ v Tunisku.) V důsledku své oblíbenosti za války byl na volební období 1953–1955 řádně zvolen senátorem. Dále byl předsedou Svazu italských veteránů, tuto funkci zastával až do své smrti. V roce 1968 zemřel ve věku osmdesáti pěti let.